# 奧斯特羅夫 (卡羅維發利州)

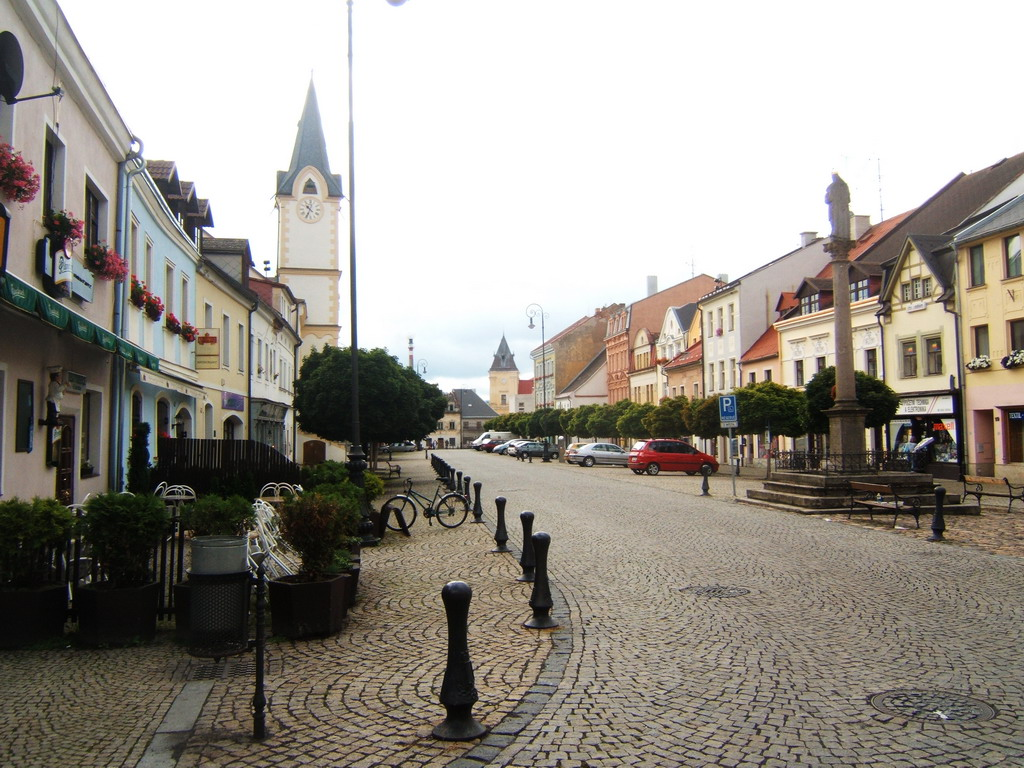

奧斯特羅夫（捷克語：。發音：[ˈostrof]）是捷克卡羅維發利州的城鎮，位於該國西北部，距離州府卡羅維發利約10公里，面積50.42平方公里，海拔高度398米，2009年人口16,999。

## 外部連結
- （捷克文） Official website of the town （页面存档备份，存于）